# Charvieu-Chavagneux
Charvieu-Chavagneux là một xã thuộc tỉnh Isère, vùng Rhône-Alpes đông nam nước Pháp. Xã này nằm ở khu vực có độ cao trung bình 220 mét trên mực nước biển.
Sông Bourbre tạo thành phần lớn ranh giới phía đông thị trấn.

## Cư dân nổi bật
- Jean Djorkaeff, cầu thủ bóng đá
- Edward Stachura, nhà văn, nhà thơ